# جوآ گرالدو
جوآ گرالدو (انگلیسی: João Geraldo؛ زادهٔ ۲۹ سپتامبر ۱۹۹۵) یک بازیکن تنیس روی میز اهل پرتغال است. 
وی در مسابقات کشوری و بین‌المللی در مجموع برنده ۲ مدال طلا شده‌است.